# Ґвезьдзін
Ґвезьдзін (пол. Gwieździn, нім. Förstenau) — село в Польщі, у гміні Жечениця Члуховського повіту Поморського воєводства.
Населення — 379 осіб (2011).
У 1975-1998 роках село належало до Слупського воєводства.

## Демографія
Демографічна структура станом на 31 березня 2011 року:
|          | Загалом | Допрацездатний вік | Працездатний вік | Постпрацездатний вік |
| -------- | ------- | ------------------ | ---------------- | -------------------- |
| Чоловіки | 186     | 37                 | 139              | 10                   |
| Жінки    | 193     | 53                 | 112              | 28                   |
| Разом    | 379     | 90                 | 251              | 38                   |